# Altruistische Persönlichkeit
Die Altruistische Persönlichkeit (Altruistic personality) (synonymer Begriff: prosoziale Persönlichkeit) bezeichnet die überdauernde Tendenz, über das Wohlergehen anderer Menschen nachzudenken, Mitgefühl mit ihnen zu empfinden und ihnen eine Wohltat zu erweisen (vgl. Penner & Finkelstein, 1998). Die Altruistische Persönlichkeit stellt eine dispositionale Determinante des prosozialen Verhaltens dar. Die wichtigsten Komponenten der Altruistischen Persönlichkeit sind:
1. internale Kontrollüberzeugung
2. Gerechte-Welt-Glaube
3. dispositionale Empathie
4. soziale Verantwortung[2].

Außerdem ist die Altruistische Persönlichkeit durch niedrigen Machiavellismus und ein hohes Niveau des Moralischen Urteils gekennzeichnet.
Retrospektive Befragungen von Personen, die Juden im Dritten Reich vor der Verfolgung durch die Nazis geschützt haben, und von Ersthelfern nach Verkehrsunfällen stimmen im Wesentlichen im Hinblick auf die Persönlichkeitsmerkmale der Helfer im Vergleich zu einer Kontrollgruppe von Nichthelfern überein. Diese lassen sich im Sinne der philosophischen Ethik als Tugenden interpretieren.